# Проспект Чавчавадзе
Проспект Чавчавадзе (груз. ჭავჭავაძის გამზირი) — улица в Тбилиси, в районе Ваке. Одна из главных магистралей города как продолжение Проспекта Руставели и Проспекта Петра Меликишвили. Современное название — в честь грузинского поэта, публициста и общественного деятеля Ильи Чавчавадзе (1837—1907).

## История
Старое название — Цхнетская улица, часть древней дороги в Цхнети. Относящаяся к проспекту часть начиналась от оврага Варазисхеви (теперь там улица), через который был перекинут небольшой мост. Городская застройка достигла оврага лишь в начале XX века. К 1906 году за оврагом было возведено только одно здание — дворянская гимназия (архитектор С. Клдиашвили, ныне — главное здание Тбилисского университета)
.
В 1903 году на Цхнетской улице было начато строительство нового комплекса православной семинарии. Автором проекта выступил архитектор Александр Станиславович Рогойский. В 1912 году семинария переехала в новое здание.
8 февраля 1918 года в здании дворянской гимназии был открыт Грузинский университет. В 1937 году по проекту архитектора М. Шавишвили был построен корпус физико-химического факультета университета.
В 1930-е годы были возведены также корпуса лечебного комбината Министерства здравоохранения (архитекторы Н. Зарубян, П. Ушенин), в 1950-е ряд — жилых домов.
С 1935 по 1957 год улица носила имя Николая Марра.
20 июня 1995 года у подъезда своего дома на проспекте Чавчавадзе был убит руководитель Фонда Шеварднадзе «За демократию и возрождение» Солико Хабеишвили.

## Достопримечательности
- д. 1 — Тбилисский государственный университет имени Иванэ Джавахишвили
- д. 32 — Тбилисский педагогический институт им. Пушкина (1951, архитектор М. Шавишвили)
- д. 33 — здание бывшей Тбилисской духовной семинарии (архитектор А. Рогойский)
- д. 52 — Секция интересов Российской Федерации при Посольстве Швейцарии в Грузии
- д. 76a — Федерация футбола Грузии[3]
- д. 95 — зимний плавательный бассейн (1959)
- д. 198 — гостиница «Турист» (1965)
- Памятник Чавчавадзе[4]
- Памятник Т. Шевченко[5]
- Памятник Давиду Гурамишвили (1965, скульптор М. Бердзенишвили)[6]
- Памятник Галактиону Табидзе (1980, скульптор Дж. Микатадзе)
- Памятник Н. И. Мусхелишвили[7]

К проспекту примыкают парки Мзиури (в средней части) и Ваке (в конце).

## Известные жители

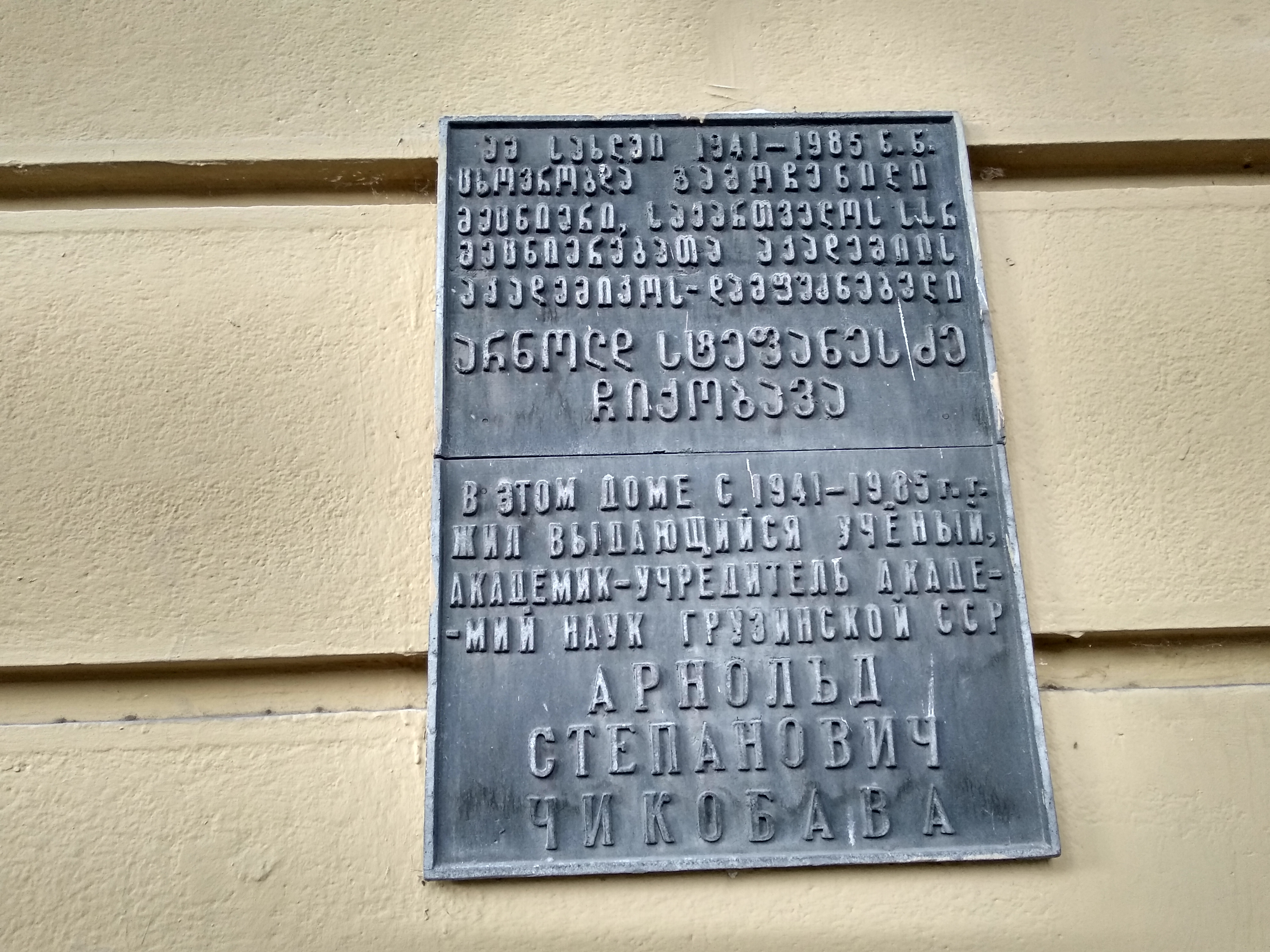

- д. 9 — академик АН СССР Георгий Джибладзе
- д. 19 — академики АН СССР Николай Мусхелишвили и Арнольд Чикобава (мемориальная доска)